# FIVB Challenger Cup vrouwen 2019
De FIVB Challenger Cup vrouwen 2019 was de tweede editie zijn van de FIVB Challenger Cup, een nieuwe volleybalcompetitie dat dient als kwalificatietoernooi voor de FIVB Nations League. Aan het toernooi zullen zes landen deelnemen.
Het toernooi vond plaats in Peru van 26 juni tot 30 juni 2019. Canada plaatste zich voor de FIVB Nations League in 2020.

## Gekwalificeerde teams
| Manier van Kwalificatie                | Data                 | Locatie     | Aantal plaatsen | Gekwalificeerde land(en) |
| -------------------------------------- | -------------------- | ----------- | --------------- | ------------------------ |
| Gastland                               | 2019                 | Lausanne    | 1               | Peru                     |
| Europese Kwalificatie                  | 25 mei–22 juni 2019  | Varaždin    | 2               | Tsjechië                 |
| Europese Kwalificatie                  | 25 mei–22 juni 2019  | Varaždin    | 2               | Kroatië                  |
| Noord-Amerikaanse kwalificatietoernooi | 30 mei – 1 juni 2019 | Châteauguay | 1               | Canada                   |
| Wereldranglijst voor Azië              | 12 juni 2019         | Bangkok     | 1               | Taiwan                   |
| Play-off Azië-Zuid-Amerika             | niet gespeeld        | nvt         | 1               | Argentinië               |
| Totaal                                 | Totaal               | Totaal      | 6               |                          |

## Eindronde
- bij winst met 3-0 of 3-1: 3 punten voor de winnaar, 0 punten voor de verliezer
- bij winst met 3-2: 2 punten voor de winnaar, 1 punt voor de verliezer
- Top 2 van elke poule plaatst zich voor de halve finales

### Groep 1
|      |          |     | Wedstrijden | Wedstrijden | Set punten | Set punten | Set punten | Sets | Sets | Sets  |
| Rank | Team     | Pts | W           | L           | W          | L          | Ratio      | W    | L    | Ratio |
| ---- | -------- | --- | ----------- | ----------- | ---------- | ---------- | ---------- | ---- | ---- | ----- |
| 1    | Tsjechië | 6   | 2           | 0           | 6          | 2          | 3.000      | 194  | 160  | 1.213 |
| 2    | Kroatië  | 3   | 1           | 1           | 4          | 4          | 1.000      | 168  | 189  | 0.889 |
| 3    | Peru     | 0   | 0           | 2           | 2          | 6          | 0.333      | 186  | 199  | 0.935 |

### Groep 2
|      |            |     | Wedstrijden | Wedstrijden | Set punten | Set punten | Set punten | Sets | Sets | Sets  |
| Rank | Team       | Pts | W           | L           | W          | L          | Ratio      | W    | L    | Ratio |
| ---- | ---------- | --- | ----------- | ----------- | ---------- | ---------- | ---------- | ---- | ---- | ----- |
| 1    | Canada     | 6   | 2           | 0           | 6          | 0          | MAX        | 150  | 116  | 1.293 |
| 2    | Argentinië | 3   | 1           | 1           | 3          | 3          | 1.000      | 142  | 140  | 1.014 |
| 3    | Taiwan     | 0   | 0           | 2           | 0          | 6          | 0.000      | 114  | 150  | 0.760 |

### Halve finale
| Team 1   | Res. | Team 2     |
| -------- | ---- | ---------- |
| Tsjechië | 3-0  | Argentinië |
| Canada   | 3-0  | Kroatië    |

### Finale
| Team 1   | Res. | Team 2 |
| -------- | ---- | ------ |
| Tsjechië | 2-3  | Canada |